# Erich Fried Realgymnasium
Das Erich Fried Realgymnasium ist ein Realgymnasium und ein Wirtschaftskundliches Realgymnasium des Bundes (Kurzform BRG/WBRG), sie ist eine Allgemeinbildende Höhere Schule im 9. Wiener Gemeindebezirk Alsergrund im Bezirksteil Rossau in der Glasergasse 25. Sie wurde nach dem Dichter Erich Fried benannt.

## Geschichte
Der Ursprung der Schule begann 1904 mit der Eröffnung als „K. K. Staatsrealschule“ – auch Schubert-Realschule genannt – für Knaben im 9. Wiener Gemeindebezirk in der Grünentorgasse 11 im Gebäude der „Schubertschule“ mit 120 Schülern und drei Klassen mit Franz Pejscha als Direktor.
Die nun rund 400 Schüler des Gymnasiums übersiedelten 1909 in das heute unter Denkmalschutz stehende Gebäude in der Glasergasse 25. 1919 wurden erstmals Mädchen aufgenommen.
Mit dem Anschluss Österreichs 1938 wurden die jüdischen Schüler in die Realschule Schottenbastei zwangsverlegt, andere wurden verfolgt oder sind ausgewandert.
Aufgrund des Krieges beherbergte die Schule 1943 nur mehr wenige Schüler und Lehrer. Das Schulgebäude hatte später massive Kriegsschäden davongetragen, deshalb wurde das Gymnasium in den 20. Wiener Gemeindebezirk in die Unterbergergasse 1 (heute Brigittenauer Gymnasium) übersiedelt.
1945 begann der Notunterricht in der nunmehrigen „Bundesrealschule IX“ mit acht Klassen, acht Lehrern und 213 Schülern. Im Schuljahr 1949/50 wurden wieder Mädchen aufgenommen.
In der Zwischenzeit bezog die Schule wieder ihre ursprüngliche Adresse in der Glasergasse 25. 1964 erfolgte die Umbenennung der Schule in „Bundesrealgymnasium Wien IX Glasergasse“.
Von Februar 2007 bis August 2008 zog das Gymnasium wegen Generalsanierung und Erweiterung des Schulgebäudes vorübergehend in die Argentinierstraße 11, 1040 Wien.

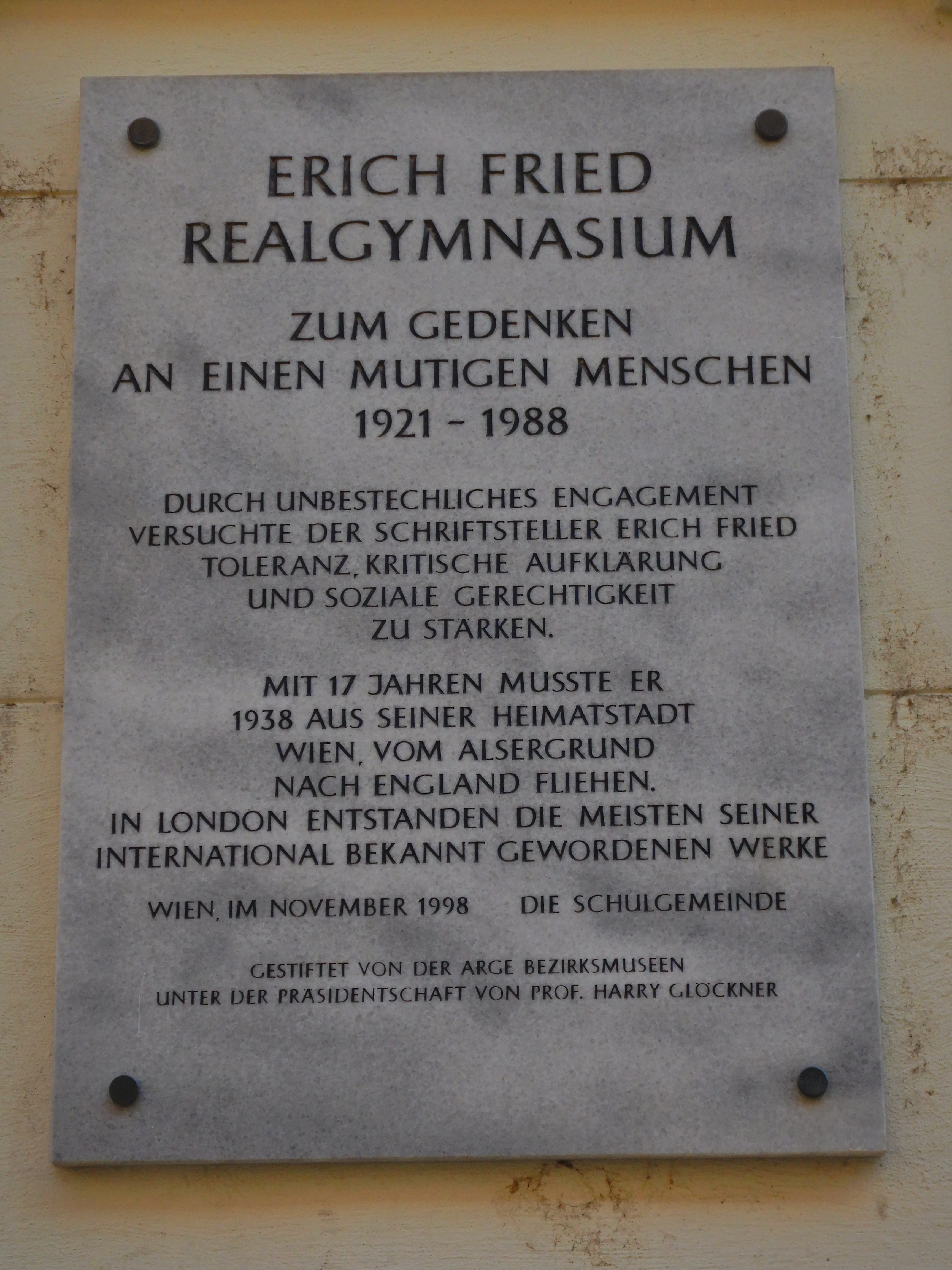
Namensgebende Gedenktafel zu Ehren von Erich Fried

Anlässlich des zehnten Todestages des österreichischen Dichters Erich Fried benannte sich die Schulgemeinde des Bundesrealgymnasiums IX Glasergasse am 19. November 1998 ihm zu Ehren in „Erich Fried Realgymnasium“ um.
Aus diesem Anlass wurde auf der Außenfassade des Schulgebäudes eine Gedenktafel aus Stein angebracht, sie wurde von der ARGE Bezirksmuseen und dem Erich Fried Realgymnasium gestiftet.

## Niemals vergessen

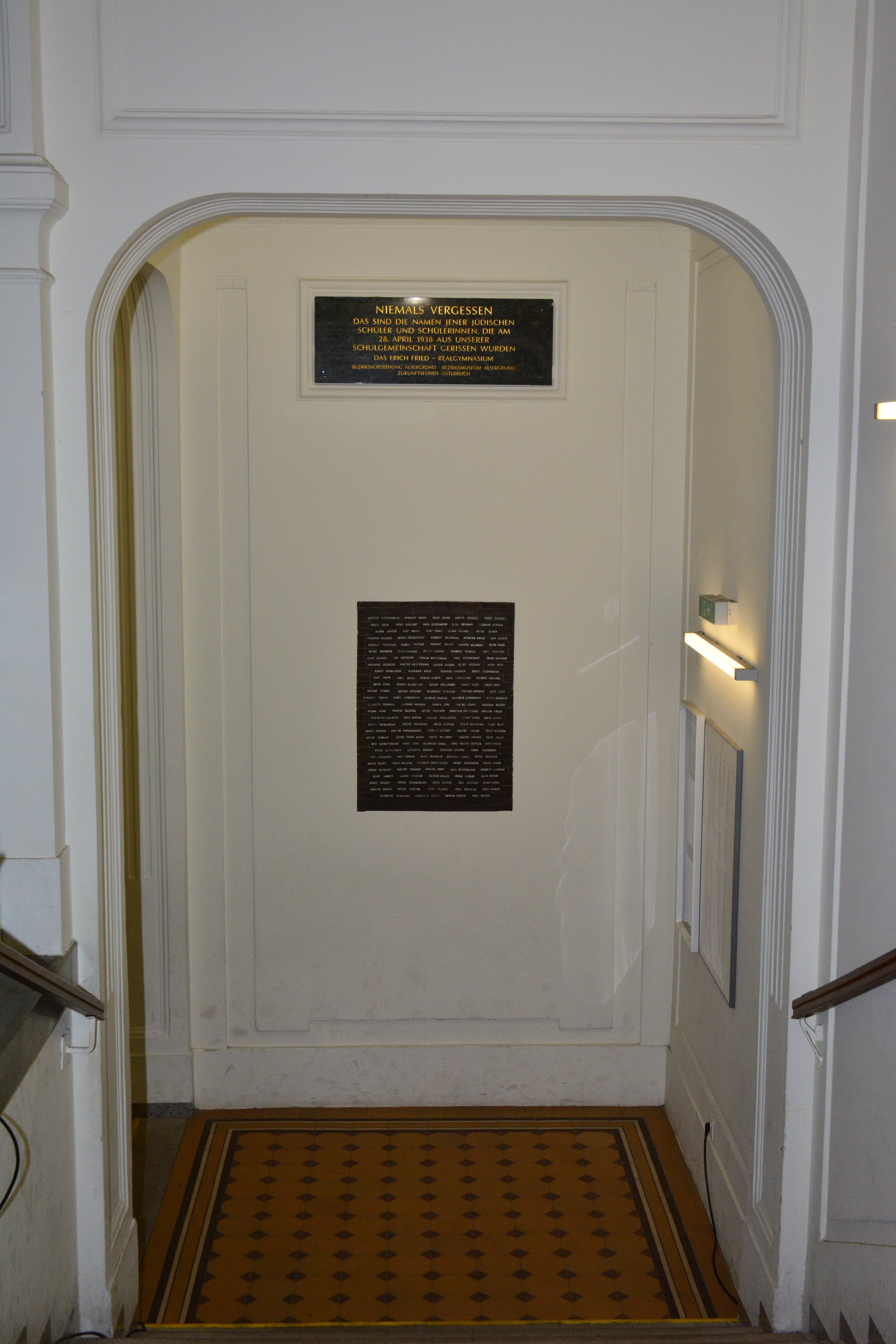
Gedenktafel mit den Namen aller 137 vertriebenen Schüler

Zum Gedenken an die 137 jüdischen Schülerinnen und Schüler, die am 28. April 1938 zwangsweise die Schule verlassen mussten, wurden verschiedene Installationen unter der damaligen Direktorin Margarete Hirsch am Erich Fried Realgymnasium angebracht und enthüllt.
- Aula: Diese wurde am 19. November 1998 vom damaligen Nationalratspräsident Heinz Fischer enthüllt, die Inschrift lautet:[9]

„Zum Gedenken an die Gymnasiastinnen und Gymnasiasten des RG IX, die jüdischen und anderen Schülerinnen und Schüler, die in den Jahren der Nazi-Herrschaft zwischen 1938 und 1945 vertrieben oder ermordet worden sind.“

- Stiegenabgang: Am 21. März 2013 wurden zwei Tafeln auf den Wänden des Stiegenabganges enthüllt, oberhalb mit folgender Inschrift:[10][11]

„Niemals vergessen

Das sind die Namen jener jüdischen Schüler und Schülerinnen, die am 28. April 1938 aus unserer Schulgemeinschaft gerissen wurden“

Unterhalb befindet sich eine große Tontafel, auf der sämtliche vertriebene Schülern namentlich aufgelistet sind, daneben gibt es ein Bild mit QR-Codes, durch die man Zusatzinformationen über die vertriebenen Schüler erhält.

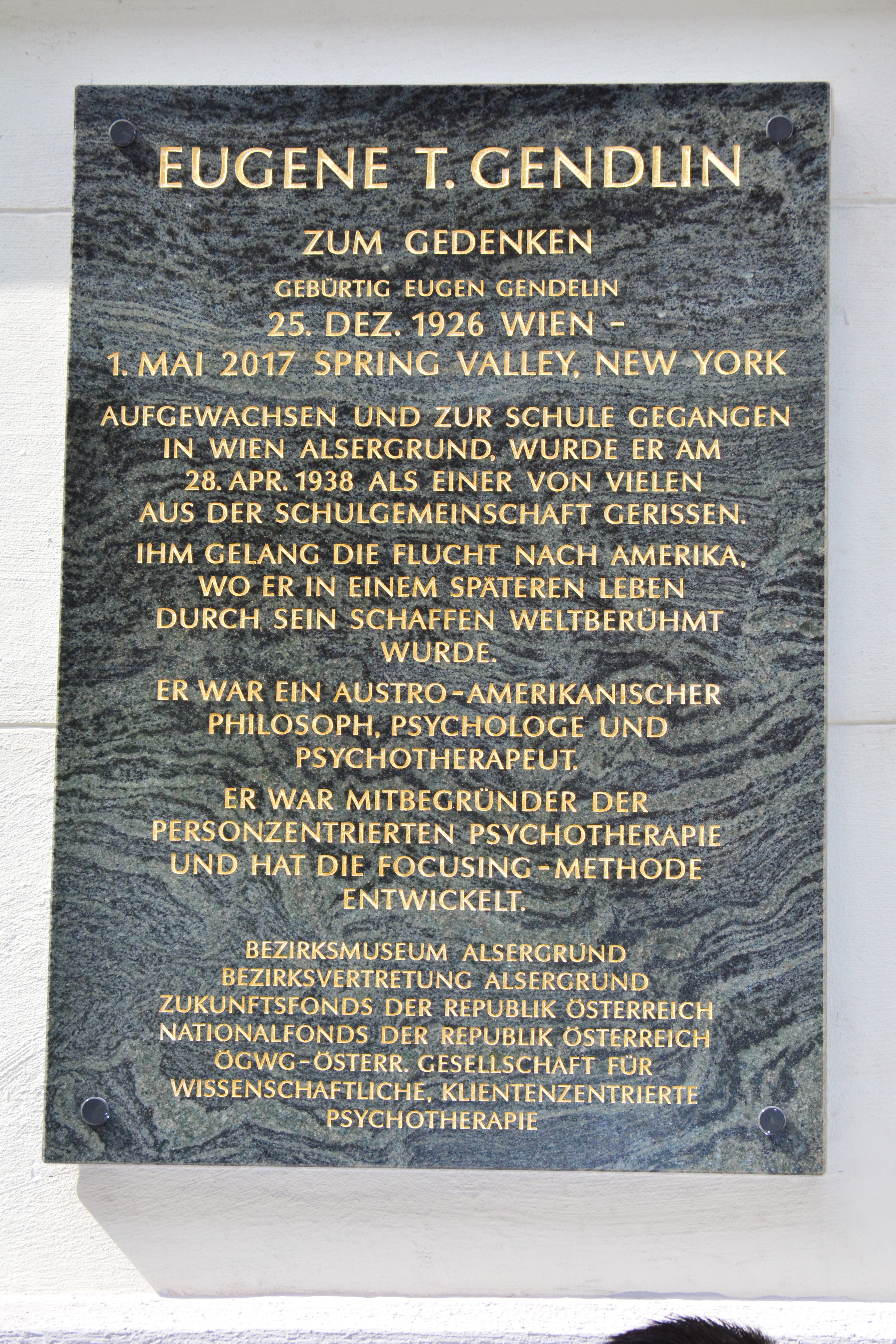
Gedenktafel für Eugene T. Gendlin der hier zur Schule ging und vertrieben wurde

Eine weitere Gedenktafel erinnert seit 2. Mai 2018 an den Psychologen Eugene T. Gendlin, der ebenfalls hier bis 1938 in die Schule ging und dessen Familie sich durch rechtzeitige Auswanderung retten konnte. Sie befindet sich rechts neben der Erich Fried-Gedenktafel.

## Ausbildungsangebot
In der Unterstufe wird bei einer Klasse jedes Jahrgangs Englisch als Arbeitssprache in verschiedenen Fächern unterrichtet.
Zusätzlich stehen als Freigegenstände die Sprachen Französisch, Spanisch oder Italienisch zur Auswahl.
Ab der 5. Klasse der Oberstufe müssen sich die Schüler entweder für Französisch oder Latein als Pflichtgegenstand entscheiden.

Ab der 6. Klasse folgt die Entscheidung zwischen Realgymnasium oder Wirtschaftskundliches Realgymnasium.

Ab der 7. Klasse zwischen Naturwissenschaftlichem Realgymnasium und Realgymnasium mit Darstellender Geometrie und Bildnerischer Erziehung und Musikerziehung als alternativer Pflichtgegenstand.

## Schulleitung
- 1904–1912 Franz Pejscha[4][14]
- 1913–1923 Rudolf Böhm[15][16]
- 1924–1939? Robert Schloegl[17][18]
- 1953? Manlik
- 2001–2008 Margarete Hirsch
- 2008 Harald Schwarz (provisorisch)
- 2009–2020 Günter Maresch[19]
- 2020–2021 Florian Kalwoda (interimistisch)
- seit 2021 Andreas Obenaus[20]

## Bekannte Schüler
- Alfred Bergel (1902–1944), Maler und Kunstlehrer; ermordet in KZ Auschwitz
- Ernst Eisenmayer (1920–2018), Bildender Künstler
- Trude Scarlett Epstein (1922–2014), Sozialanthropologin; unter dem Namen Trude Grünwald 1938 geflohen
- Karl Farkas (1893–1971), Schauspieler und Kabarettist
- Eugene T. Gendlin (1926–2017), Philosoph, Psychologe, Psychotherapeut und Begründer der Focusing-Methode
- Inge Ginsberg (1922–2021), Widerstandskämpferin, Journalistin, Autorin und Sängerin
- Rudolf Hausner (1914–1995), Bildender Künstler; verließ die Schule zugunsten der Schottenbastei
- Herbert Steiner (1923–2001), Historiker